# Johann Scheffer von Leonhardshoff

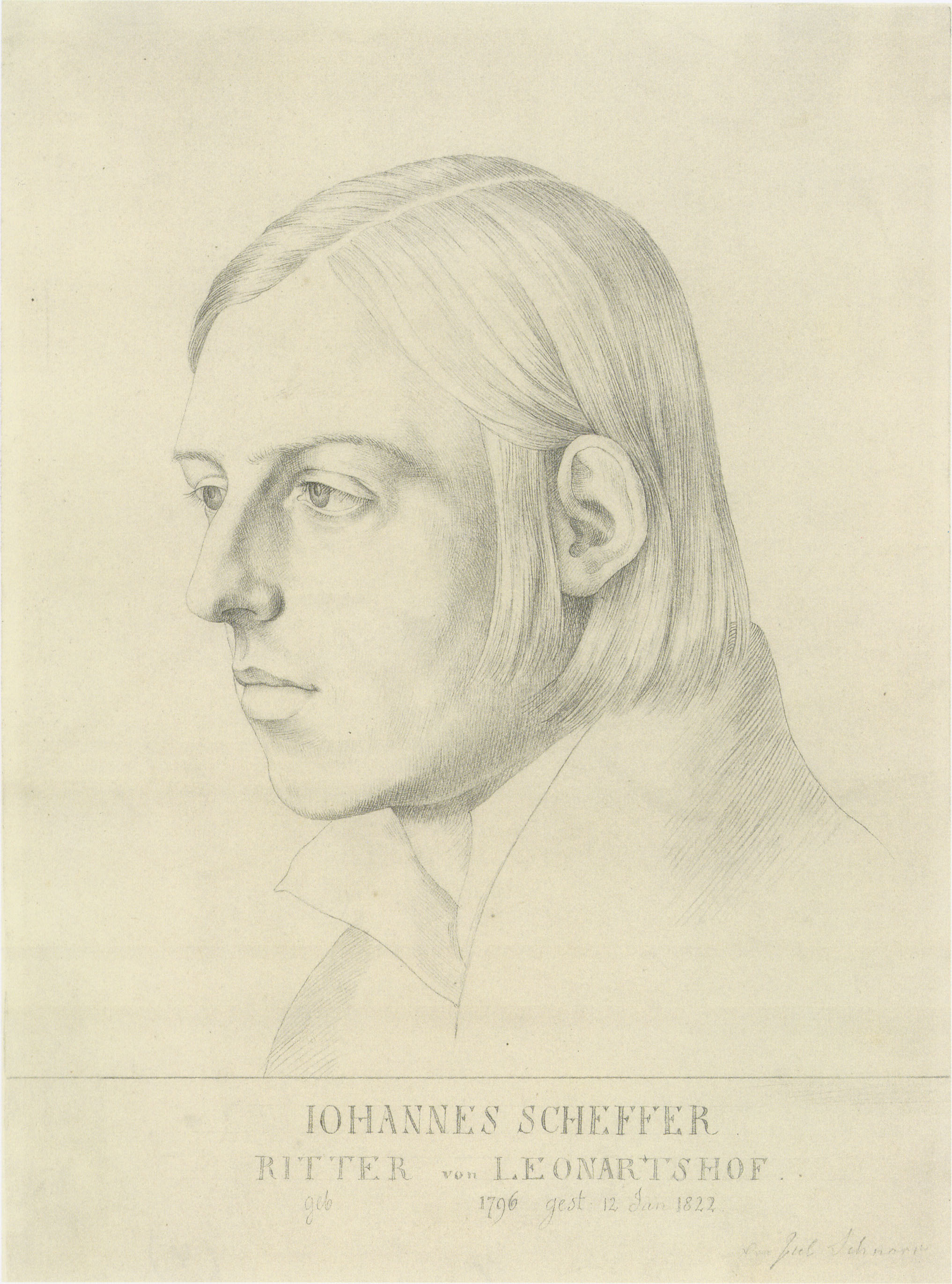
Johann Scheffer von Leonhardshoff, porträtiert von Julius Schnorr von Carolsfeld

Johann Scheffer von Leonhardshoff (* 30. Oktober 1795 in Wien; † 12. Jänner 1822 ebenda) war ein österreichischer Maler und Grafiker.

## Leben
Scheffer von Leonhardshoff entstammte einer adeligen, aber mittellosen Familie aus Fulda. Er war noch fast ein Kind, als er an der  Akademie der bildenden Künste Wien bei Hubert Maurer studierte. Unter dem Einfluss des Nazareners Joseph Sutter wandte er sich vom Akademismus ab. 1812 unternahm er eine Studienreise nach Venedig zu seiner Schwester und weiter nach Ferrara, wo er sich die Krankheit zuzog, an der er so früh versterben sollte.
Er kehrte aus Italien nach Klagenfurt zurück, wo der Gurker Fürstbischof Franz II. Xaver von Salm-Reifferscheidt-Krautheim sein Gönner wurde und ihn zum Kammermaler ernannte. 1814 ermöglichte ihm Salm eine erneute Italienreise, die den Künstler nach Venedig, Mailand, Florenz, Rom, Neapel und Sizilien führte. In Rom befreundete er sich mit Friedrich Overbeck und wurde 1815 in den Lukasbund aufgenommen, in dessen Umkreis er nunmehr lebte und arbeitete. Er erhielt Zutritt zu Papst Pius VII. und erhielt für ein Porträt des Papstes den Christusorden. Von seinen Freunden wurde Scheffer von Leonhardshoff scherzhaft „Raffaelino“ genannt. 1816 kehrte er nach Klagenfurt zurück, wo er schwer erkrankte. 1819 übersiedelte er nach Wien und weilte 1820 bis 1821 das letzte Mal in Rom. Von dort nach Wien zurückgekehrt, verschlimmerte sich seine Krankheit zusehends. Nach kurzer Zeit verstarb er, noch nicht 26 Jahre alt.

## Werke (Auswahl)
Johann Scheffer von Leonhardshoff hat auf Grund seines frühen Todes nur wenige Bilder hinterlassen. Er war Nazarener, Vertreter jener romantischen Kunstrichtung, die sich vorwiegend mit dem Malen religiöser Bilder beschäftigte.
- Die tote heilige Cäcilie – römische Fassung (Wien, Österreichische Galerie Belvedere), 1820/21, Öl auf Leinwand
- Selbstporträt (Wien, Österreichische Galerie Belvedere), 1820, Öl auf Leinwand